# Alfredo Kraus
Alfredo Kraus Trujiillo (Las Palmas de Gran Canaria, Illes Canàries, 1927 – Madrid, 1999) fou un tenor canari.

## Biografia

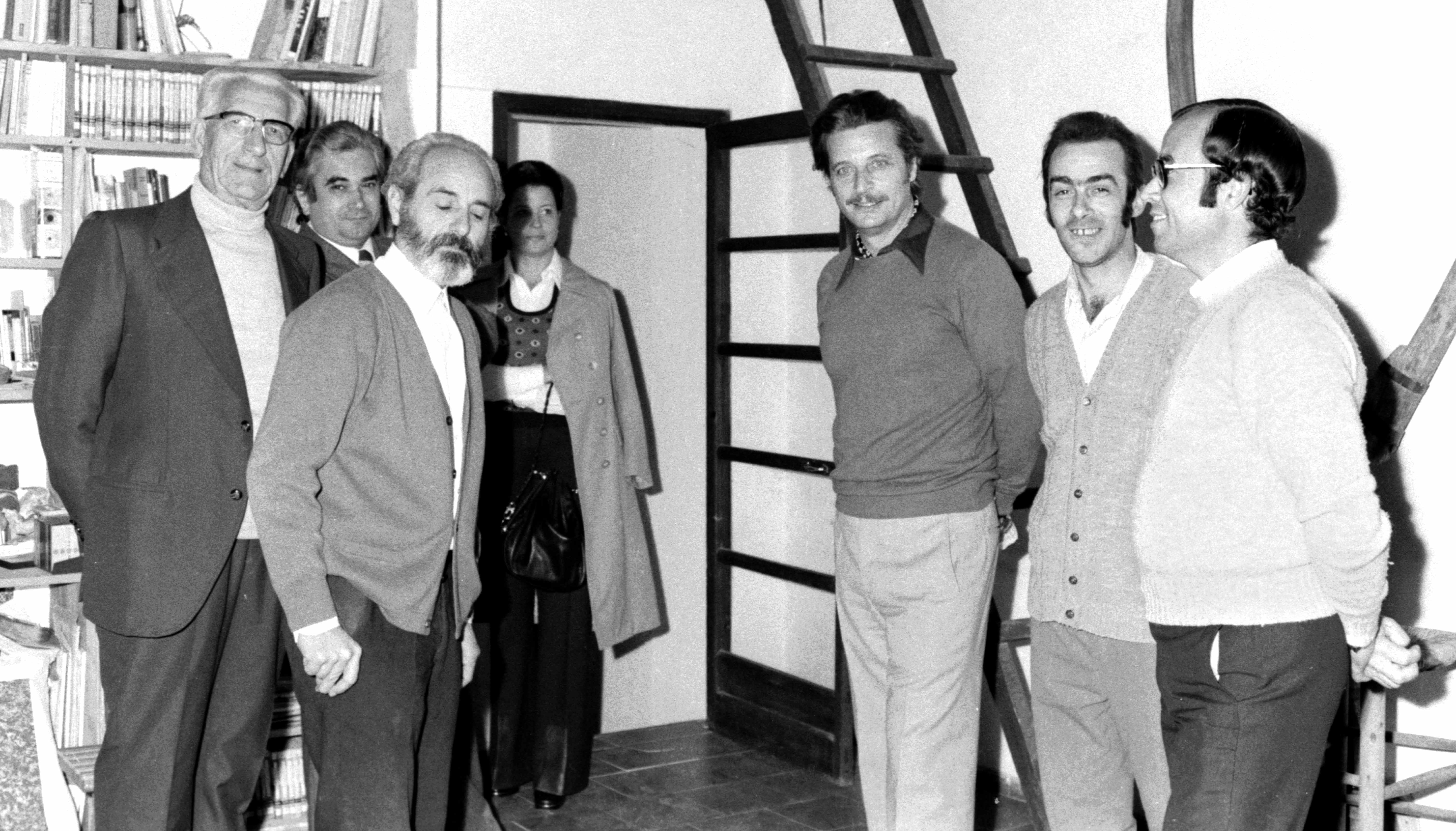
Alfredo Kraus i José Espert Climent, 1973 (Alginet-País Valencià)

Kraus nasqué el 24 de novembre de 1927 a Las Palmas de Gran Canaria. Va iniciar els seus estudis musicals als quatre anys, rebent lliçons de piano, i a l'edat de vuit anys entrà a formar part del cor infantil de l'escola. Va estudiar tècnica vocal a Milà amb la soprano i pedagoga Merçè Llopart.
Va debutar internacionalment al Caire l'any 1956 amb el paper de Duc de Màntua a l'òpera Rigoletto de Giuseppe Verdi. Un any després aconseguí cantar al Teatro São Carlos de Lisboa al costat de Maria Callas, en una llegendària producció de l'òpera La Traviata. Posteriorment va continuar debutant als millors teatres operístics del món: Covent Garden el 1959, La Scala el 1960, Chicago el 1962 i el Metropolitan de Nova York el 1966.
En 1960 es casà amb Rosa Blanca Ley-Byrd també de Las Palmas de Gran Canarias i tingueren quatre fills, entre ells Alfredo i Rosa.
Alfredo Kraus mai abandonà la interpretació de la sarsuela, que sempre considerà tan important com l'òpera.
El 1991 fou guardonat amb el Premi Príncep d'Astúries de les Arts al costat de Victòria dels Àngels, Teresa Berganza, Montserrat Caballé, Josep Carreras, Pilar Lorengar i Plácido Domingo.
El 5 de setembre de 1997 morí la seva muller a causa d'un tumor cerebral, a la seva residència madrilenya de Monte Principe en Boadilla del Monte.
Alfredo Kraus morí a Madrid el 10 de setembre de 1999 a l'edat de 71 anys a causa d'un càncer. Fou enterrat al Cementeri de La Vegueta (Las Palmas de Gran Canaria). Des del 10 de setembre de 2021 el seu gran amic Martin Chirino descansa al devora del gran tenor canari al mateix cementeri com darrera voluntat de l'escultor.

## Tècnica
Gràcies a la seva tècnica superlativa i a la cura acurada dels seus recursos vocals, Kraus va cantar a l'escenari fins als seus 70 anys. Va estudiar tècnica de veu a Milà amb Mercedes Llopart.
Kraus també es va destacar per una musicalitat extremadament refinada, acompanyada d'un registre agut aparentment sense esforç. En conseqüència, molts coneixedors de l'òpera el consideren un dels millors tenors de finals del segle xx. Era admirat per la seva culta educació musical i el seu total respecte per la professió escollida. La seva primera prioritat era la integritat de la seva interpretació artística d'una peça, més que la seva formidable gamma i excel·lent tècnica.
Va actuar per tot el món, com ara el Teatro Colón de Buenos Aires, el Teatro Municipal de Caracas, el Teatre Municipal de Santiago, Xile, el Teatre Municipal de Rio de Janeiro i el Liceu de Barcelona.
L'any 1991, Kraus va rebre el Premi Príncep d'Astúries. L'any 1997, la seva ciutat natal, Las Palmas de Gran Canària, va obrir l'Auditori Alfredo Kraus en el seu honor.

## Anys posteriors
La pèrdua de la seva dona el 1997 va afectar tan profundament a Kraus que va deixar d'actuar durant vuit mesos. Un home orgullós i de voluntat, finalment va tornar als escenaris i a la docència. Va dir: "No tinc ganes de cantar però ho he de fer, perquè, en cert sentit, és un senyal que he superat la tragèdia. Cantar és una forma d'admetre que estic viu".
Kraus va morir el 10 de setembre de 1999 a Madrid, als 71 anys, després d'una llarga malaltia.